# لورينزو باسكواليني
لورينزو باسكواليني (بالإيطالية: Lorenzo Pasqualini)‏ (19 أغسطس 1989 بأسكولي بيتشينو في إيطاليا - ) هو لاعب كرة قدم إيطالي في مركز الظهير. لعب مع نادي أسكولي ونادي بارما ونادي ساليرنيتانا ونادي غوريتسا ونادي كروتوني ونادي سافونا ‏ و وBrindisi FC ‏.